# Pseudorhipsalis amazonica
Pseudorhipsalis amazonica es una especie de planta fanerógama de la familia Cactaceae.

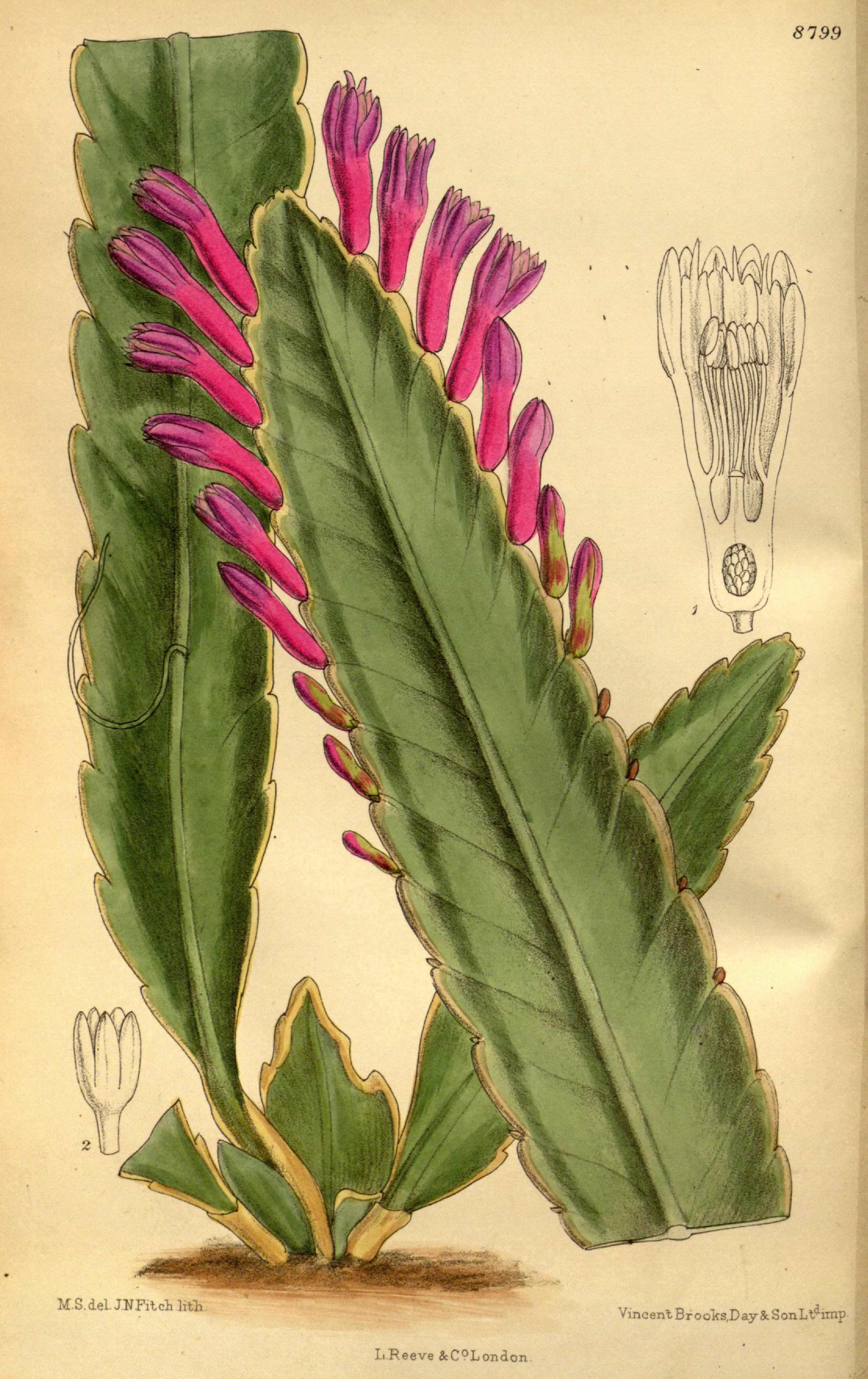
Ilustración

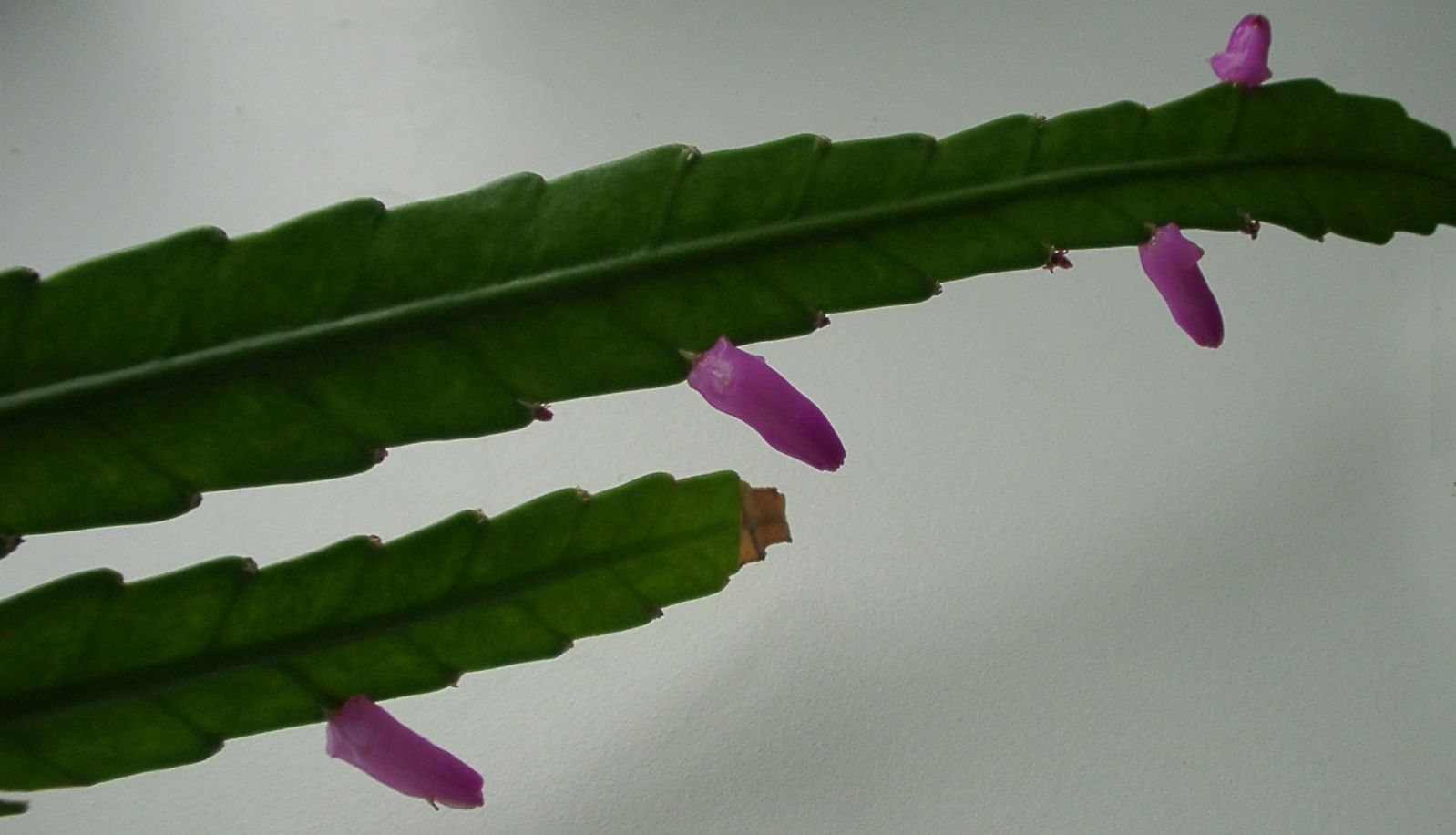
Detalle

## Distribución
Esta especie es abundante en Ecuador y Perú y común en Panamá. Es raro en Costa Rica, donde la subpoblación se produce sobre todo en plantas individuales dispersas. Sólo cinco o seis colecciones son conocidas de Costa Rica. En Costa Rica se produce en el parque nacional Diriá. También se puede encontrar en varias áreas protegidas de Ecuador. En algunas partes de su área de distribución se proporciona protección a causa de la aparición de la guerra de guerrillas y la presencia de productores de drogas, lo que limita la expansión del turismo, las actividades agroindustriales, y el desarrollo urbano.

## Descripción
Pseudorhipsalis amazonica es una planta ramificada, curvada donde cuelgan los tallos. Los primeros tallos son verticales y están en la base de 60 cm de largo. La parte aplanada  superior como una hoja es lanceolada y tiene una nervadura central clara. Tiene 60 (raramente 80) cm de largo y 4 a 7 (raramente 3 a 8,5) centímetros de ancho. Los bordes con muescas poco profundas. Las flores son salientes, cilíndricas y estrechas de color carmín, miden 25 a 50 milímetros de largo y tienen hasta 27 milímetros de tubo. Los brácteas exteriores son de color azul, púrpura o magenta. Las brácteas interiores son de color azul claro, magenta claro y blanco. La fruta tiene forma de huevo, de color blanquecino a amarillento y son lisas o ligeramente arrugadas de hasta 15 milímetros de largo.

## Taxonomía
Pseudorhipsalis amazonica fue descrita por (K.Schum.) Ralf Bauer y publicado en Haseltonia 9: 101–106, f. 2–6, map 1. 2002[2003].
Etimología
Pseudorhipsalis: nombre genérico que deriva de las palabras griegas: "pseudo" = "falso", de aquí "falso Rhipsalis"
amazonica: epíteto geográfico que alude a su localización en el Amazonas.
Sinonimia
- Disocactus amazonicus (K.Schum.) D.R.Hunt
- Wittia amazonica K.Schum.
- Wittia panamensis Britton & Rose
- Wittiocactus amazonicus (K. Schum.) Rauschert
- Wittiocactus panamensis (Britton & Rose) Rauschert[3]